# نورالله نوری
نورالله نوری (زادهٔ ۱۹۶۷ در ولسوالی شاه‌جوی) یک عضو ارشد گروه طالبان و والی سابق این گروه در ولایت بلخ است. او  ۱۲ سال را در بازداشتگاه گوانتانامو در کوبا سپری کرد تا اینکه در ۳۱ مه ۲۰۱۴ طی تبادل میان طالبان و آمریکا آزاد شد؛ وی همراه چهار نفر دیگر از اعضای طالبان با بوئی برگدال آمریکایی تبادل شد. ملانورالله نوری به همراه ملاعبدالمنان نیازی در حمله به مزارشریف و کنسولگری ایران (سال ۱۹۹۹) حضور داشت  .